# アナザー・ブリック・イン・ザ・ウォール
「アナザー・ブリック・イン・ザ・ウォール」（英語: Another Brick in the Wall）は、1979年に発表されたピンク・フロイドのアルバム『ザ・ウォール』の収録曲。アルバムからの先行シングルとして発売され、英米を始めとする世界各国のチャートで第1位を獲得した。作詞・作曲はロジャー・ウォーターズ。
2004年に発表された「ローリング・ストーンの選ぶオールタイム・グレイテスト・ソング500」において、第375位にランクインしている。

## 概要
アルバムでは「Part I〜III」の3部に分けられており、「Part II」がシングルとして発売された。いずれもメロディは同じである。シングルカットするにあたって、冒頭に約8秒のイントロを追加し、またエンディングのギターソロをカットしている。1981年に発表したコンピレーション・アルバム『時空の舞踏』に同曲が収録されているが、収録されたバージョンはスタジオ盤のテイクにシングル盤のイントロを加えたものである。
ピンク・フロイドはヒットシングル不要というポリシーを持っていたが、プロデューサーのボブ・エズリンはアルバムのプロモーションのためにシングルリリースを提案したのだった。しかし、当初バンド側は反対していた。エズリンは「子供たちにコーラスで歌わせる」というアイディアを思いついたところ、バンドの気に入るところとなり、最終的にはシングル・リリースに同意することになった。本国イギリスでは11年振りのシングル発売となった。
レコーディング参加の依頼を持ちかけられた音楽教師は「素晴らしい歌詞だ」「生徒に音楽産業の現場を見せる絶好の機会」「チャイコフスキーをただ座って聴くよりも、より音楽を身近なものに感じてもらえるだろう」と快諾。一週間かけて練習したうえで本番のレコーディングに臨んだ。。
閉塞的な学校教育への反発を歌ったメッセージ・ソングで、発売当時は物議を醸した。中でも"We don't need no education"（教育なんて必要ない）という一節は有名である。特に、中学生（当時）のコーラスが大々的に取り上げられており、反社会的な歌を歌わせているとして非難の対象になった。前述の音楽教師はレコーディング参加にあたり、反対を恐れ校長には歌詞を見せず、簡単な事後報告しかしなかったという。そうした話題性もあってか、ピンク・フロイド最大のヒットに繋がった。
謝礼として子供たちにはピンク・フロイドのライブチケット、アルバム、シングルが配られ、学校側には1000ポンドが支払われたが、事態を把握した校長側が参加を非公表とする方針を決定、テレビ番組やミュージックビデオ等への出演を禁止したため、正式な契約が結ばれず、長らく印税が支払われてこなかった。その後著作権法の改正を経て、2004年に当時の子供たちが訴訟を提起し勝訴、印税権の獲得に成功している。
2005年の「LIVE 8」出演の際、ウォーターズは「Part II」を演奏することを提案したが、デヴィッド・ギルモアは拒否した。"We don't need no education" の一節がアフリカへ向けるメッセージとしては相応しくないからだと、後のインタビューで語っている。